# تدليك
التَّدْلِيكُ هو معالجة الأنسجة الرخوة في الجسد. تُطبق تقنيات التدليك عمومًا باستخدام الأيدي أو الأصابع أو المرافق أو الركب أو السواعد والأقدام أو بجهاز. يهدف التدليك عمومًا إلى علاج الألم الجسدي أو الإجهاد. كان يُعرف الشخص المتدرب مهنيًا على التدليك باسم المُدَلِّك، لكن هذا اللقب قديم، ويحمل بعض الدلالات السلبية. اعتُرف بمعالج التدليك في الولايات المتحدة مسمًّى وظيفيًّا لأولئك الذين تدرَّبوا باحترافية على التدليك.
يُعالَج العميل في الظروف المهنية عبر استلقائه على طاولة التدليك، أو الجلوس على كرسي التدليك، أو الاستلقاء على سجادة رياضية على الأرض. أمَّا عند الهواة فيشيع استعمال الأسْطُح العامَّة كالسرير أو الأرضية. يُطَبَّق العلاج المائي وتمسيد الجسم بغمر جسم المتلقي أو بطفوه في بركة علاجية ذات ماء دافئ.

## أصل التسمية
التدليك في اللغة العربية من المصدر دلك. بينما نجد بعض اللغات الأخرى تستعمل لفظ "massage" وذلك باللغة الفرنسية والتي تعني «احتكاك»، أو من الكلمة العربية مسَّ بمعنى «يلمس أو يشعر أو يعالج» أو من اللاتينية massa بمعني «التجمع، والعجن». كانت تسمى الكلمة القديمة للتدليك ب اليونانية هي anatripsis وباللاتينية هي frictio.

## المرافق والمعدات واللوازم

### طاولات وكراسٍ للتدليك
تُستخدم طاولات تدليك وكراسٍ مخصصة يستقلها المتلقي في أثناء التدليك. تتميز طاولة التدليك التجارية المثالية بسطح مبطن جيدًا يسهل تنظيفه، ودعامة للرأس تشبه حدوة الحصان تسمح للمتلقي بالتنفس بسهولة حين يستلقي ووجهُه للأسفل، وقد تكون ثابتة أو متحركة، وغالبًا تكون الإصدارات المنزلية أخف وزنًا أو قابلة للثني بسهولة. يمكن استخدام الوسادات الطبية أو البوليسترية لتصحيح قوامة الجسم.

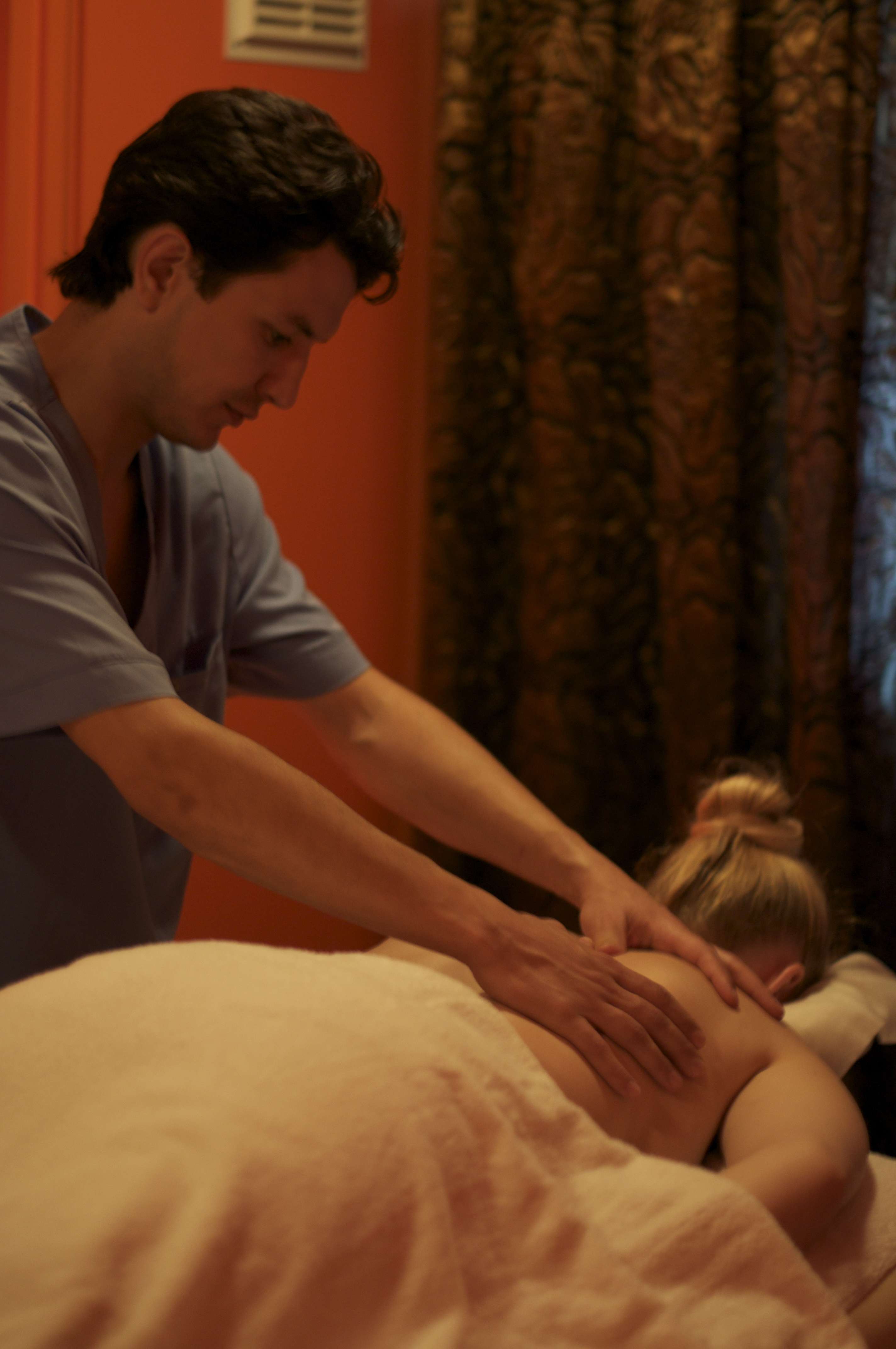

تفي الكراسي المريحة بذات الغرض المرجو من طاولات التدليك. قد تكون الكراسي إما ثابتة أو محمولة. تُعد كراسي التدليك أسهل للنقل من طاولات التدليك، ولن يضطر المتلقي إلى خلع ملابسه كي يتلقى التدليك على الكرسي. بسبب هذين العاملين، يُطبق تدليك الكرسي في أثناء الجلوس مثل مكاتب الشركات، والمهرجانات الخارجية، ومراكز التسوق، وغيرها من الأماكن العامة.

## الاستخدامات الطبية والعلاجية
يعَد معالجو التدليك والمعالجون الرياضيون والمعالجون الفيزيائيون وممارسو الطب التقليدي الصيني وغيره من الطب الشرقي المختصين الرئيسين الذين يقدمون التدليك العلاجي. يعمل ممارسو التدليك في ظروف طبية متنوعة وقد يتنقلون للعمل المنزلي الخاص. تتضمن موانع استخدام التدليك الخثار الوريدي العميق، والاضطرابات النزفية أو تناول مميعات الدم مثل الوارفرين، وإصابة الأوعية الدموية، وضعف العظام من السرطان، وهشاشة العظام أو كسورها، والحمى.

### جمعيات مزاولي المهنة والاعتراف الرسمي
يعترف مركز الولايات المتحدة الوطني للطب التكميلي والطب البديل بثمانين نوعًا مختلفًا من تقنيات التدليك. شكّل طلب العملاء والأثر السريري الملموس غالبية الأسباب التي دفعت إلى دخول التدليك بصفة علاجية

### ممارسات مرتبطة بالتدليك
ترتبط أنواع متعددة من الممارسات بالتدليك، تتضمن تمسيد الجسد، والعلاج اليدوي، والطب الروحاني، والتحريك العصبي، والتنظيم التنفسي. يتضمن التدليك بمسمياته الأخرى والممارسات المتشابهة العملَ اليدوي، والعلاج البدني، وتعليم الحركة البدنية. تؤكد تقنيات التكامل العقلي البدني لدى الممارِس الوعيَ الذاتي والحركة ضمن التلاعب الفيزيائي العلاجي. تُعد العلاجات المرتبطة بالوعي/ التعليم الحركي أقرب إلى العلاجات بالرقص والحركة. قد يتصل التدليك أيضًا بحركة العصر الجديد والطب البديل والفلسفات الكليانية (الشمولية) في الرعاية الطبية الوقائية، واستخدمه أيضًا عامة الممارسين الطبيين.

### تأثيرات إيجابية
أظهرت مراجعات الأقران الطبية فوائد للتدليك تتضمن تخفيف الألم، وتقليل القلق المعتاد والاكتئاب، وتخفيض ضغط الدم ومعدل ضربات القلب مؤقتًا، والسيطرة على القلق الآني. أظهرت الاختبارات الإضافية زيادةً فورية وفترات تعافٍ لأداء العضلات. تتضمن النظريات حول ما قد يجنيه التدليك تعزيزَ العضلات ونمو الهيكلية وإعادة بنائها، ووقف حس الألم (نظرية التحكم بالبوابة حول التنبيهات الألمية)، وتنشيط الجهاز العصبي اللاودي، الذي قد يحفز تحرير الإندورفينات والسيروتونين أو يمنع التليف أو تندب النسيج، وزيادة تدفق اللمف، وتحسين النوم.
يُمنع التدليك من الوصول إلى المعيار الذهبي للبحث العلمي، الذي يتضمن علاجًا وهميًا وتجربة سريرية عمياء. يصعب استحداث علاج يدوي وهمي للتدليك، إذ إنه لا يمكن تمامًا نفي تأثير حتى اللمسة الخفيفة على المتلقي. ويصعب أيضًا إيجاد طريقة تمنع ملاحظة المتلقي أنه حصل على تدليك أقل، لذا قد يكون الحصول على تجربة عمياء أمرًا مستحيلًا. قد يوظف التدليك تجربة منضبطة معشاة تُنشر في مجلات مراجعات الأقران الطبية. قد يزيد هذا النوع من الدراسات من مصداقية المهنة لأنها تظهر أن التأثيرات العلاجية الوهمية قابلة للتناتجية.

#### تأثير جلسة واحدة
- تخفيف الألم: يُعد تخفيف الألم الناتج عن إصابات عضلية هيكلية وأسباب أخرى من فوائد التدليك الأساسية. خلصت مراجعة كوكرين في عام 2015 إلى أن هناك دليلًا بسيطًا جدًا على أن التدليك فعّال في علاج آلام أسفل الظهر. فشل تحليل تلوي أجراه علماء في جامعة إلينوي في إربانا شامبين في إيجاد انخفاض إحصائي واضح للألم بعد المعالجة مباشرةً.[3] تشير دلائل ضعيفة إلى أن التدليك قد يحسن ألم أسفل الظهر على المدى القصير للحالات الحادة وشبه الحادة والمزمنة.[11]
- القلق الآني: أظهر التدليك تقليلًا للقلق الآني، وهو قلق مؤقت ناتج عن حالة محددة.
- ضغط الدم ومعدل ضربات القلب: أظهر التدليك خفضًا مؤقتًّا لضغط الدم ومعدل ضربات القلب.

#### تأثير عدة جلسات
- تخفيف الألم: قد يقل الألم في غضون أيام أو أسابيع بعد المعالجة بالتدليك.[12]
- القلق المعتاد: أظهر التدليك أنه يحد من القلق المعتاد، وهو شعور عام بالقلق.
- الاكتئاب: أظهر التدليك أنه يحُد من الاكتئاب الطفيف.[3]

#### تأثيرات عصبية عضلية
أظهر التدليك أنه يخفف الاستثارة العضلية العصبية عبر إحراز تغيير في مدى منعكس هوفمان. يشير الانخفاض في السعة بين ذروتي منعكس هوفمان إلى تقليل استثارة العصبون الحركي. يوضح آخرون: «يعَد منعكس هوفمان تناظرية كهربائية لمنعكس الشد… والانخفاض» ينتج عن نقص استثارة رد فعل الحبل الشوكي. يؤكد بحث ميداني (2007) أن التأثيرات المثبطة تنتج من المستقبلات النسيجية العميقة لا المستقبلات السطحية الجلدية، إذ لم ينقص منعكس هوفمان عند اختبار تدليك الضغط الخفيف بالأصبع. لوحظ أن «المستقبلات التي تتحفز خلال التدليك هي ذاتها التي تتصل بالعضلات المدلَّكة» ولا ينتج عن العضلات الأخرى انخفاض في سعة منعكس هوفمان.

### التدليك واستقبال الحس العميق
تعَد دراسات استقبال الحس العميق أكثر غزارة من دراسات التدليك مع الاستقبال الحسي العميق مجتمعَين، ومع ذلك، ما يزال الباحثون يحاولون تحديد الآليات والمسارات المعنية للوصول إلى فهم أعمق. قد يكون استقبال الحس العميق مفيدًا أكثر في إعادة التأهيل، رغم أن ميزته غير معروفة إلى حد ما و«التمارين الحالية الهادفة إلى «النهوض باستقبال الحس العميق» لم تثبت لتحقيق هذا الغرض». ما تزال الدراسات إلى الآن قليلة جدًا حول تأثير التدليك على استقبال الحس العميق. يعتقد بعض الباحثين أن توثيق ما يحدث تحت الجلد كهربائيًا حيويًا وكيميائيًا حيويًا سوف يصبح ممكنا بفضل التقدم والتكنولوجيا غير الغازية مثل التصوير بالرنين المغناطيسي الوظيفي وعينات البلازما المستمرة.

## التاريخ

### العصور الحديثة

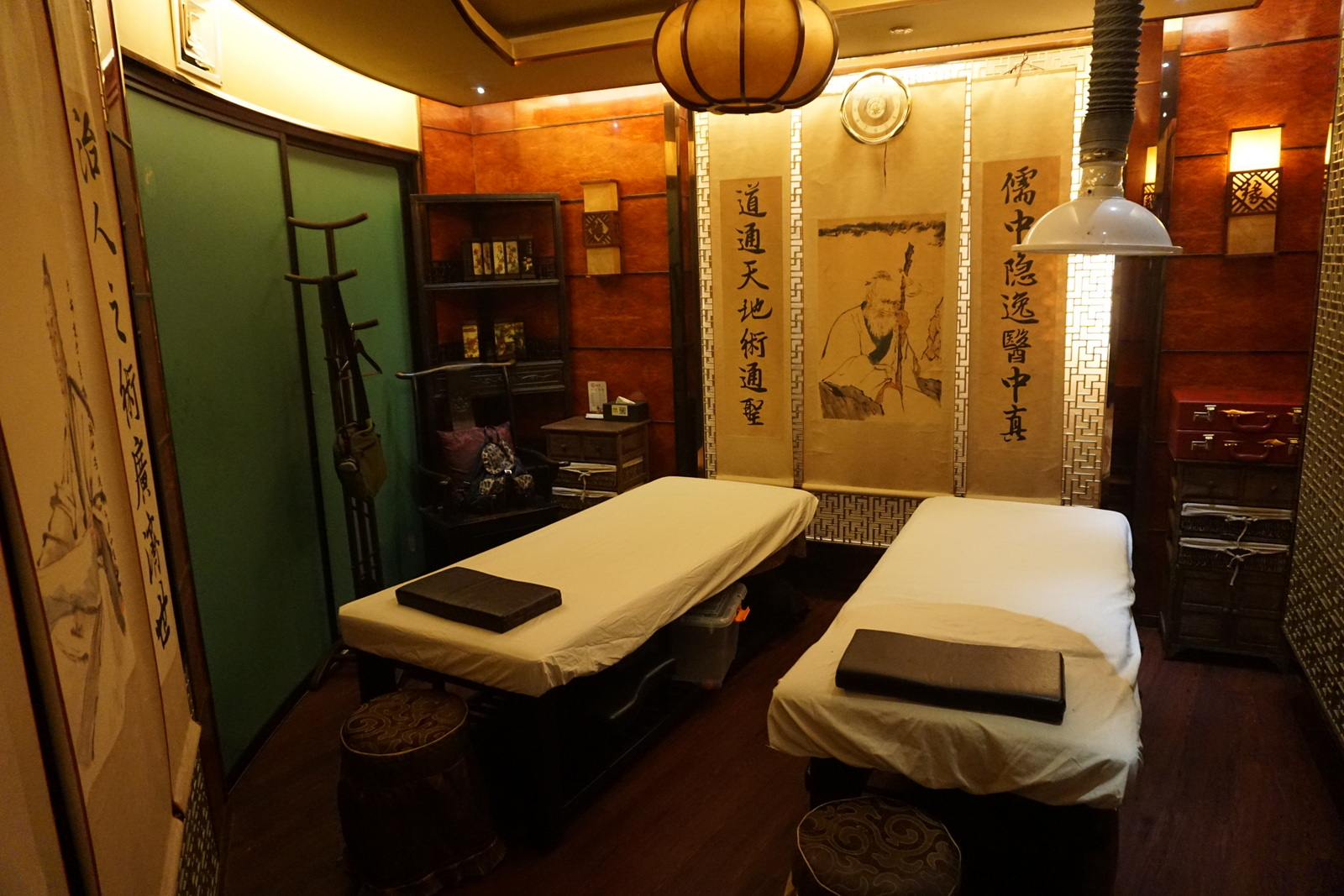
غرفة تدليك في شنغهاي، الصين

#### الصين
يعد التدليك في الصين علاجًا شائعًا للغاية، حيث تستضيف مدينة شنغهاي وحدها أكثر من 1500 مركز تدليك للقدم بينما يوجد أكثر من 3000 في Shenzhen. إنها واحدة من أكبر الصناعات الخدمية في الصين حيث يبلغ عدد العمال في شنغهاي عشرات الآلاف. يبلغ متوسط أجر العامل في صناعة التدليك في الصين أكثر من 10000 يوان شهريًا، مما يجعلها من بين الوظائف ذات الأجور الأعلى في قطاع الخدمات في الصين. كثيرا ما ترتبط صالات التدليك في الصين بصناعة الجنس، وقد اتخذت الحكومة عددا من الإجراءات في الآونة الأخيرة للحد من الدعارة وانتشار الأمراض. في حملة على الصعيد الوطني تُعرف باسم المسح الأصفر (يشير «الأصفر» بلغة الماندرين الصينية إلى الأنشطة الجنسية أو المحتوى الإباحي)، تم وضع قيود على تصميم وتشغيل صالات التدليك، إلى حد طلب تحديد هوية العملاء الذين يزورون مؤسسات التدليك في وقت متأخر من الليل وتسجيل زياراتهم مع الشرطة المحلية.

#### الولايات المتحدة الأمريكية
بدأ التدليك في الانتشار في الولايات المتحدة في منتصف القرن التاسع عشر وقدم من قبل طبيبين من نيويورك، جورج وتشارلز تايلور، بناءً على تقنيات بير هنريك لينج التي تم تطويرها في السويد.
خلال ثلاثينيات وأربعينيات القرن العشرين، انخفض تأثير التدليك نتيجة للتطورات الطبية في ذلك الوقت، بينما نما تأثير التدليك مرة أخرى في السبعينيات مع ارتفاع ملحوظ بين الرياضيين. حتى سبعينيات القرن الماضي، استخدمت الممرضات التدليك لتقليل الألم والمساعدة على النوم. تتزايد صناعة العلاج بالتدليك بشكل مستمر. في عام 2009، أنفق المستهلكون الأمريكيون ما بين 4 و 6 مليارات دولار على زيارات لأخصائيي التدليك. في عام 2015، قدرت الأبحاث أن العلاج بالتدليك كان صناعة بقيمة 12.1 مليار دولار.
تتطلب جميع الولايات باستثناء 6 دول الحصول على ترخيص من المعالجين بالتدليك، ويتطلب الترخيص من مقدم الطلب تلقي تدريب في مدرسة معتمدة، واجتياز اختبار شامل. تلك الدول التي تتطلب ترخيصًا تتطلب أيضًا تعليمًا مستمرًا في تقنيات التدليك والأخلاق.

#### المملكة المتحدة
تم الإعلان عن خدمة التدليك أو «غسل الشعر بالشامبو الفسيولوجي» في صحيفة التايمز منذ عام 1880. وادعت الإعلانات أنها علاج للسمنة من بين الأمراض المزمنة الأخرى.
يحظى التدليك بشعبية في المملكة المتحدة ويكتسب شعبية. هناك العديد من الممارسين الخاصين الذين يعملون من أماكن عملهم الخاصة بالإضافة إلى أولئك الذين يعملون من أماكن تجارية.

#### الرياضة والأعمال والمنظمات

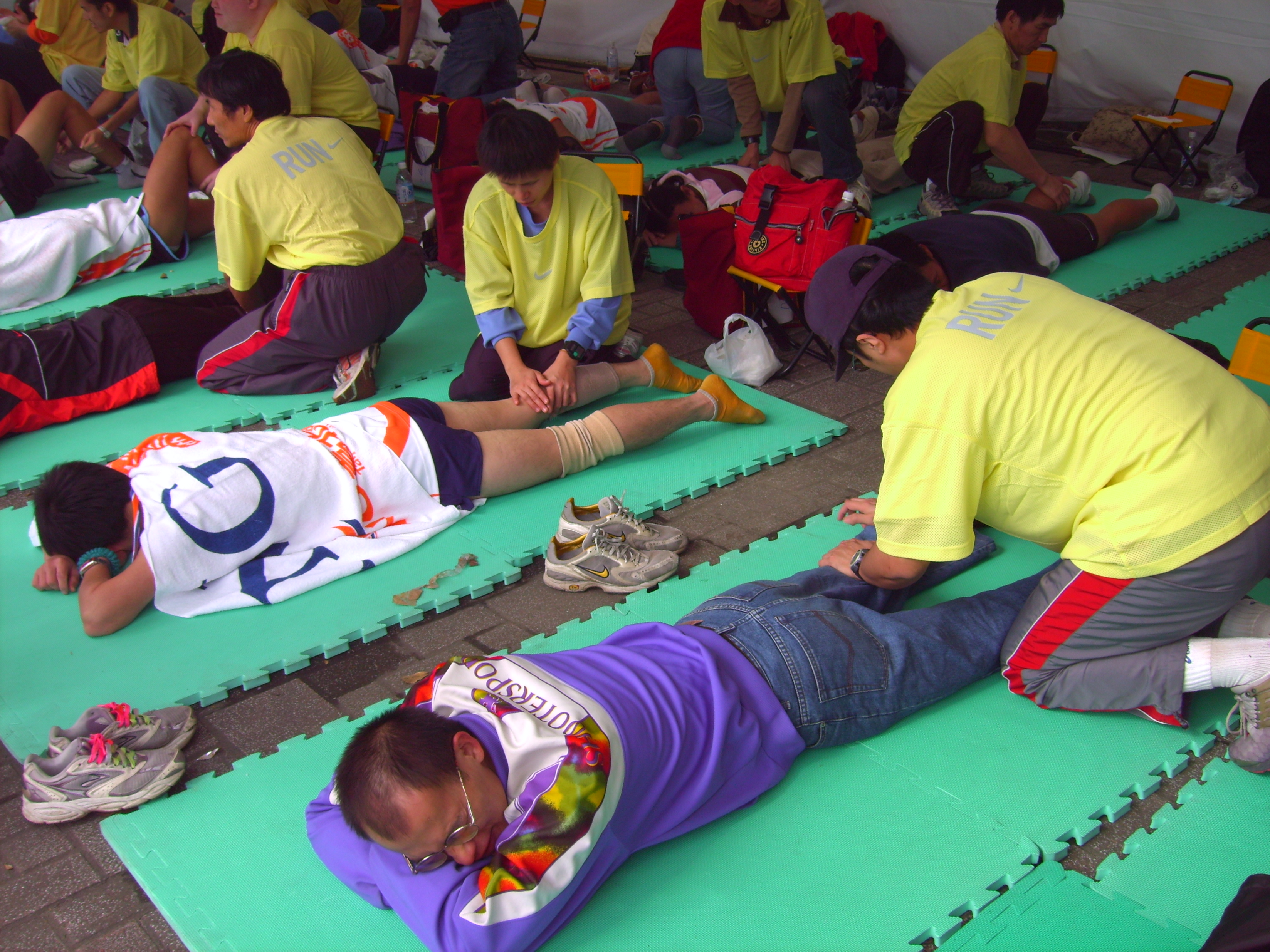
عدائي ماراثون يتلقون التدليك

تم تطوير التدليك جنبًا إلى جنب مع ألعاب القوى في كل من الصين القديمة واليونان القديمة. طور كهنة الطاوية التدليك بالتنسيق مع حركات الجمباز الخاصة بهم في الكونغ فو، بينما استخدم الأولمبيون اليونانيون القدامى نوعًا معينًا من المدربين الذين يفركون عضلاتهم بالزيت. كما جاءت مقدمة بير لينغ للتدليك كنتيجة مباشرة لدراسته لحركات الجمباز.
كانت دورة الألعاب الأولمبية الصيفية لعام 1984 في لوس أنجلوس هي المرة الأولى التي يتم فيها بث العلاج بالتدليك على التلفزيون أثناء إجرائه على الرياضيين. وبعد ذلك، خلال دورة الألعاب الأولمبية الصيفية لعام 1996 في أتلانتا، تم أخيرًا تقديم العلاج بالتدليك كخدمة طبية أساسية للفريق الأولمبي الأمريكي. تم توظيف التدليك من قبل الشركات والمنظمات مثل وزارة العدل الأمريكية وبوينغ وريبوك. الرياضيون البارزون مثل مايكل جوردان وليبرون جيمس لديهم معالج تدليك شخصي يسافرون معهم في بعض الأحيان.